# A.P.地雷 No.3
A.P.地雷 No.3とは第二次世界大戦中のイギリス製対人地雷である。ビルマの戦いのための地雷が不足したため、インドに置かれた王立工兵隊によってこの地雷は開発生産されている。この地雷は旧来に設計されたものより仕掛けるのが容易く、工兵ではない歩兵によっても設置できた。A.P.地雷 No.3は跳躍地雷であり、30ヤード（27m）の距離まで致命傷を負わせる。

## 経緯
本地雷は第二次世界大戦中に開発されている。ビルマ作戦中の日本との戦いで、ジャングル戦での対人地雷の価値が実証されたが、インドの補給ラインに頼るイギリス軍部隊は、わずかな数の香港製パインナップル型地雷しか持っていなかった。これらは複雑な兵器で、熟練した工兵にしか設置できず、歩兵には無理だった。問題解決のため、インド領内の王立工兵隊はA.P.地雷 No.3を開発し、量産した。当初、各大隊に地雷72発を配備したが、後には2倍の144個に増やされた。
1946年、アメリカ海軍の書類では、A.P.地雷 No.3は旧式化したと説明されている。

## 作動
A.P.地雷 No.3は破片型の跳躍地雷である。この地雷は圧力で作動し、1秒から2秒で起爆する信管を備える。これには敵の歩兵が感圧板から足をのけ、前へ進ませようという意図がある。その後、地雷は空中へ跳ね飛び、60cmから120cmほどの高さで爆発する。この高さでは半径約30m以内の人間に対して破片が致命的にふるまう。
本地雷は基部を支えるため、地中に木製のブロックを敷き、その上に設置される。感圧板によって作動スリーブが押し下げられた際、本地雷は発火する。安全状態では安全スパイダーにより作動スリーブが定位置に固定される。作動スリーブは地雷中央部のねじ込んで固定された筒の周囲を覆うように取り付けられ、筒の内部に突き出す4本の細い先端部を持ち、保持球を固定するスリーブを押し下げる。ねじ込んで固定された筒の上にあるスパイダーは、ウィングナットにより定位置に固定されている。ナットとスパイダーは地雷を作動させる際に除去される。ナットとスパイダーを再配置すると地雷を安全化できる。

## 設計
A.P.地雷 No.3は筋で区切られた円筒形の鋼製の筒を使って組み立てられており、No.36ミルズ手榴弾から派生したように思われる。弾体は直径が6.4cm、全高が15.56cmである。弾帯は黒色だが、頂部付近は1.5cmの高さで赤い帯が塗られている。また基部付近にも緑色の帯が同じ高さで塗られている。感圧板は円形で信管を収めた筒の頂部につけられている。起爆には感圧板の中央部に17kgの圧力をかけることが必要であり、縁の部分ならば3.2kgの力が要る。信管は初期のイギリス製対人地雷に用いられていたものと異なり、起爆は信管内部の「保持球」が外されることで行われる。
地雷はG-20ガンパウダー6.5gを推進剤として使い、空中に跳ね飛ぶ。また地雷は炸薬として99gのTNTを内蔵する。地雷の全重はおよそ1.0kgである。